# Moto de neve

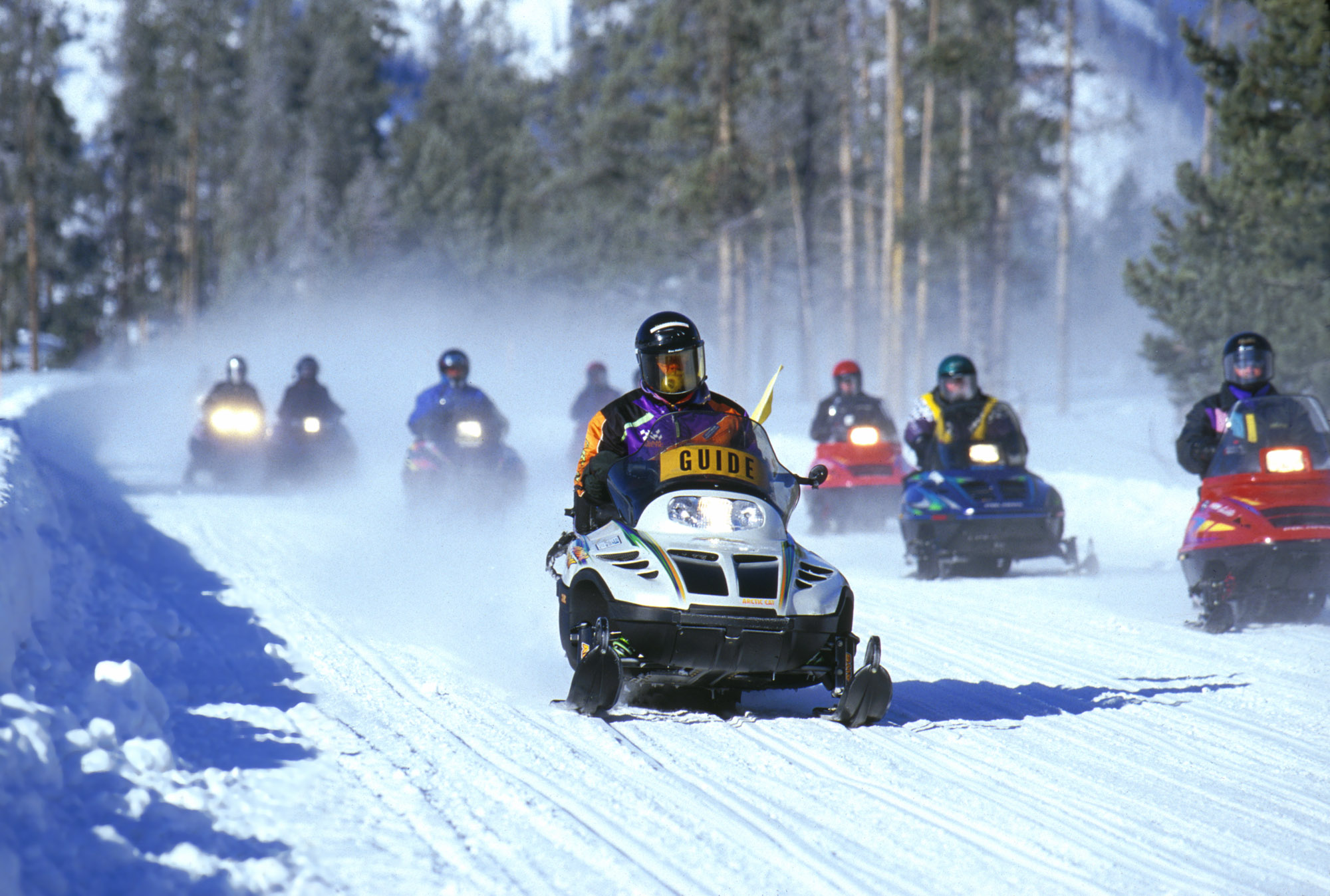
Uma corrida de motoesquis no Parque Nacional de Yellowstone, Estados Unidos.

Uma moto/mota de neve ou motoesqui (em inglês snowmobile) é um veículo que se assemelha a uma mota de água, mas que foi adaptado com esquis, para poder andar em lugares com neve, contando ainda com uma tração traseira por esteira rolante com cravas para obter melhor estabilidade e pás na parte dianteira.
Utilizam esteiras rolantes de borracha, embora alguns modelos modernos possuam esteiras de Kevlar para evitar problemas com o desgaste contínuo na água, no gelo e na neve. Originalmente, os motores destes veículos eram de dois tempos, movidos a gasolina e posteriormente foram adaptados para motores de quatro tempos movidos a etanol. 
Existem diversos campeonatos para a modalidade como Snowcross/racing, trail riding, freestyle e mountain climbing, e os seus adeptos são conhecidos como motoesquiadores (em inglês snowmobilers).

## Principais competições

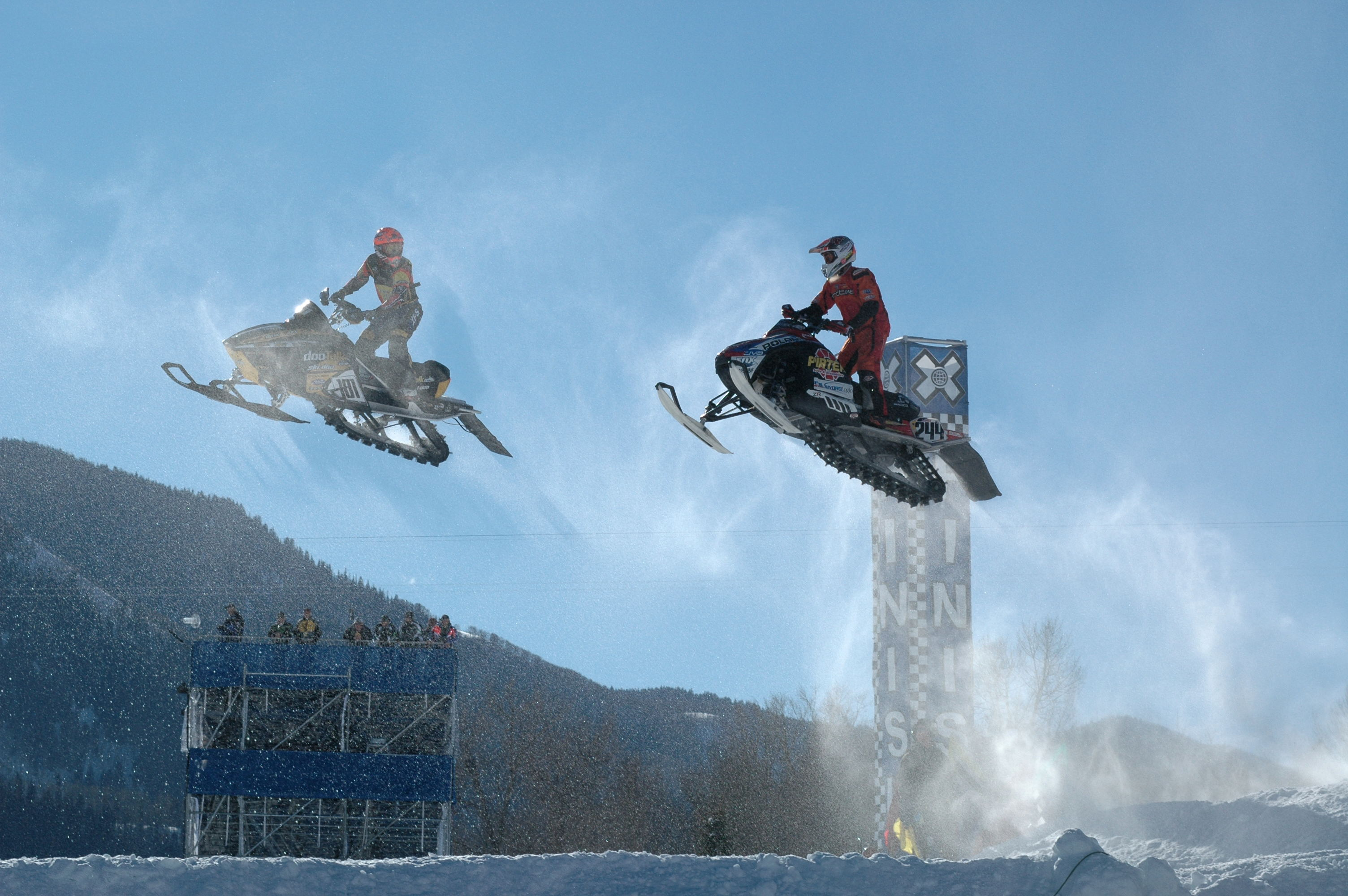
Competição de motoesquis

- The World Championship Watercross ou Snowmobile skipping realizadas em Grantsburg, Wisconsin todos os anos no mês de julho.
- The Snowcross racing series são competições parecidas com as competições de motocross. São realizadas durante o inverno no norte dos Estados Unidos e Sul do Canada. Também já foram realizadas competições semelhantes em Inglaterra com o nome de Northeast SnoX Challenge.
- The World Championship Snowmobile Derby, a maior competição de motoesquis do mundo, realizada em Eagle River, Wisconsin.
- Snowmobile ice racing. A competição é realizada anualmente, nos Estados Unidos, num circuito oval. Este tipo de competição preza mais a potência do motor dos motoesquis do que a capacidade técnica de cada concorrente.
- The Iron Dog, trata-se da mais longa competição do mundo, com uma extensão de cerca de 3.172 quilómetros, pelo interior do Alasca.
- Vintage Snowmobile Racing, é a competição amadora com motoesquis antigos realizado todos os anos no Canadá.

## Fabricantes
- Alpina Snowmobiles
- Arctic Cat
- Bombardier
- John Deere
- Kawasaki
- Logan Machine Company
- BRP Lynx
- Polaris Industries
- Rupp
- Thiokol
- Yamaha